# Tropidonophis picturatus
Tropidonophis picturatus är en ormart som beskrevs av Schlegel 1837. Tropidonophis picturatus ingår i släktet Tropidonophis och familjen snokar. Inga underarter finns listade i Catalogue of Life.
Denna orm förekommer med flera populationer på Nya Guinea. Arten lever i låglandet och i bergstrakter upp till 2260 meter över havet. Den vistas i regnskogar nära vattendrag. Arten äter groddjur. Honor lägger 2 till 5 ägg per tillfälle.
För beståndet är inga hot kända. IUCN listar arten som livskraftig (LC).